# شاهديه
شاهديه (بالفارسية: شاهدیه) هي مدينة تقع في الجزء الأوسط من مدينة يزد في محافظة يزد في إيران. يقدر عدد سكانها بـ 14,374 نسمة .